# Square de Yorktown
Le square de Yorktown est un square du 16e arrondissement de Paris.

## Situation et accès
Le square est situé à proximité du musée national de la Marine (palais de Chaillot), au croisement de l'avenue Paul-Doumer (au no 1) et de la rue Benjamin-Franklin.
Grillagé, il est visible depuis la rue mais il n'est pas possible d'y entrer.
Il est desservi par les lignes 6 et 9 à la station Trocadéro.

## Origine du nom
Il commémore la bataille de Yorktown de 1781, qui eut lieu durant la guerre d'indépendance des États-Unis.

## Historique
Le square est situé à l'emplacement de la demi-lune (place) à l'entrée de l'ancienne barrière Sainte-Marie du mur d'enceinte des Fermiers généraux. Cette barrière était ainsi dénommée en raison de sa proximité avec le couvent de la Visitation-Sainte-Marie de Chaillot, disparu en 1794.
Le square accueille en son centre une statue de l'homme politique américain Benjamin Franklin, qui vécut dans le quartier, à l'hôtel de Valentinois (disparu de nos jours). Le monument est l'œuvre de John J. Boyle (en). À l'avant du piédestal, sur une plaque surmontée d'un aigle, il est inscrit : « Benjamin Franklin 1706-1790 – Ce génie qui affranchit l'Amérique et versa sur l'Europe des torrents de lumière ! Le sage que deux mondes réclament », une citation de Mirabeau de juin 1790. À l'arrière du piédestal, il est inscrit : « Offert à la ville de Paris par John H. Harjes – 1906 » ; il s'agit du père du banquier Henry Herman Harjes.

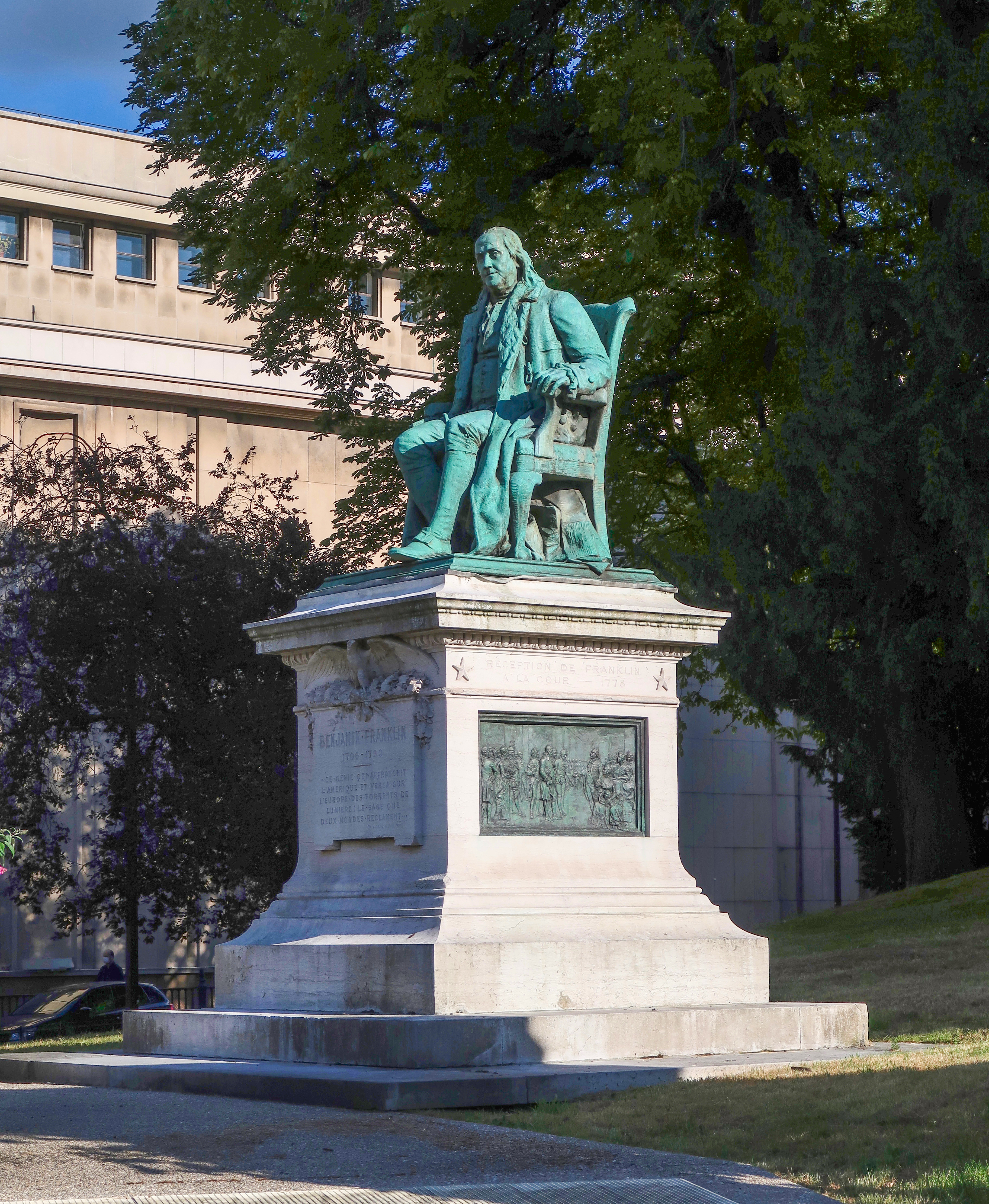
Monument à Benjamin Franklin.
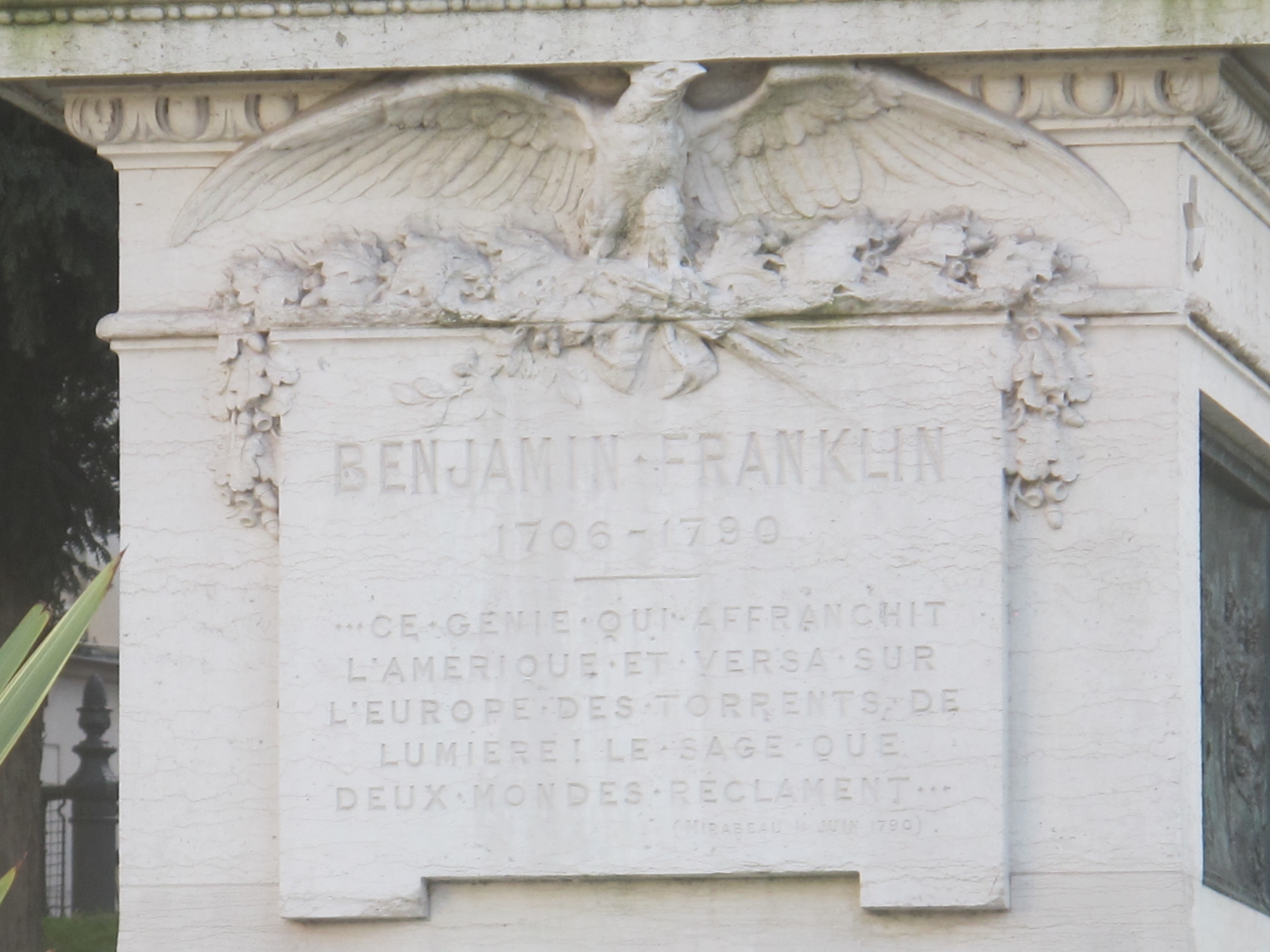
Inscription avant du piédestal.
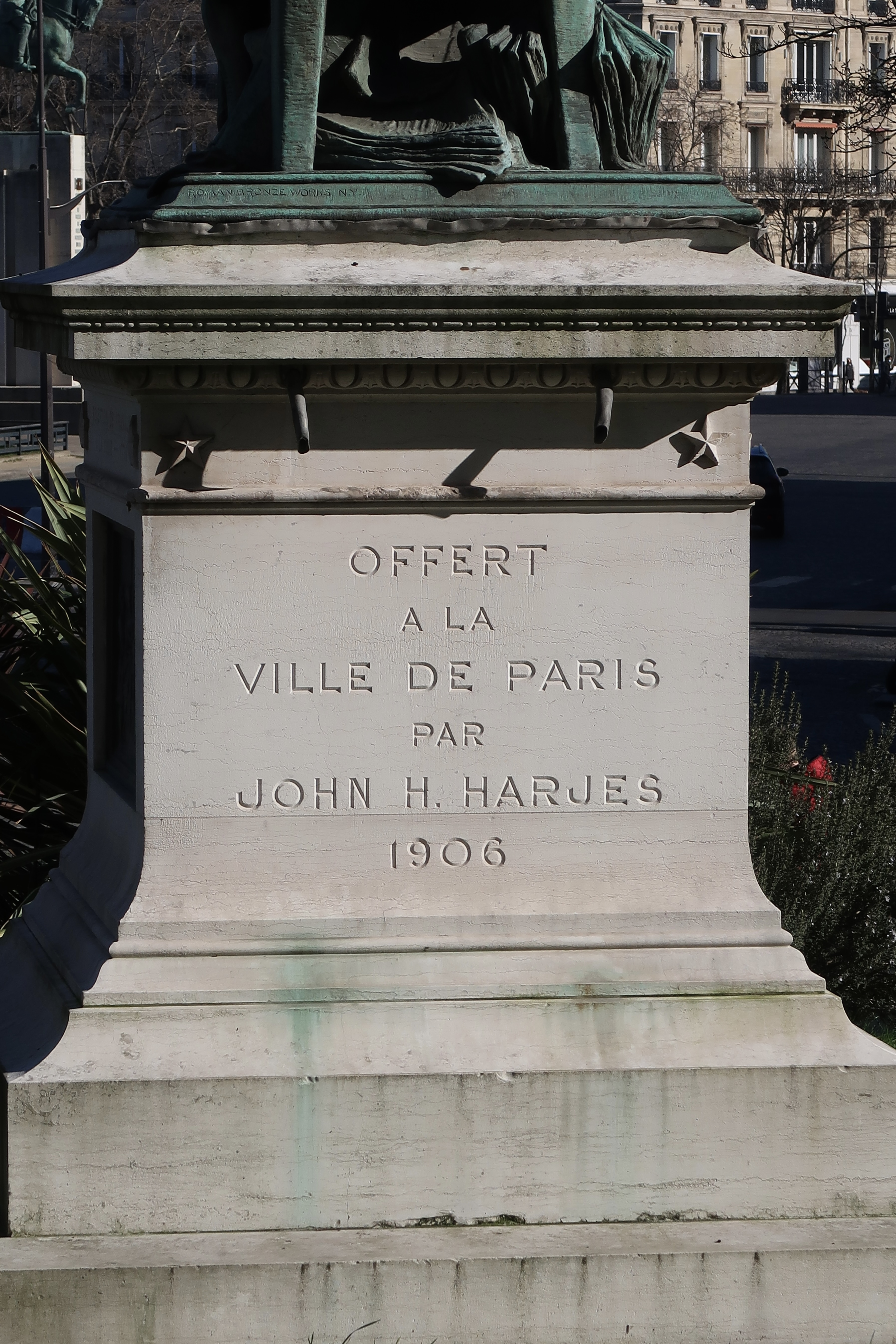
Inscription arrière du piédestal.

Les bas-reliefs latéraux ornant le piédestal sont de Frédéric Brou. Celui orienté vers l'ouest est surmonté de l'inscription « Réception de Franklin à la Cour – 1778 » et celui vers l'est « Signature du traité de Paris – 1783 ».

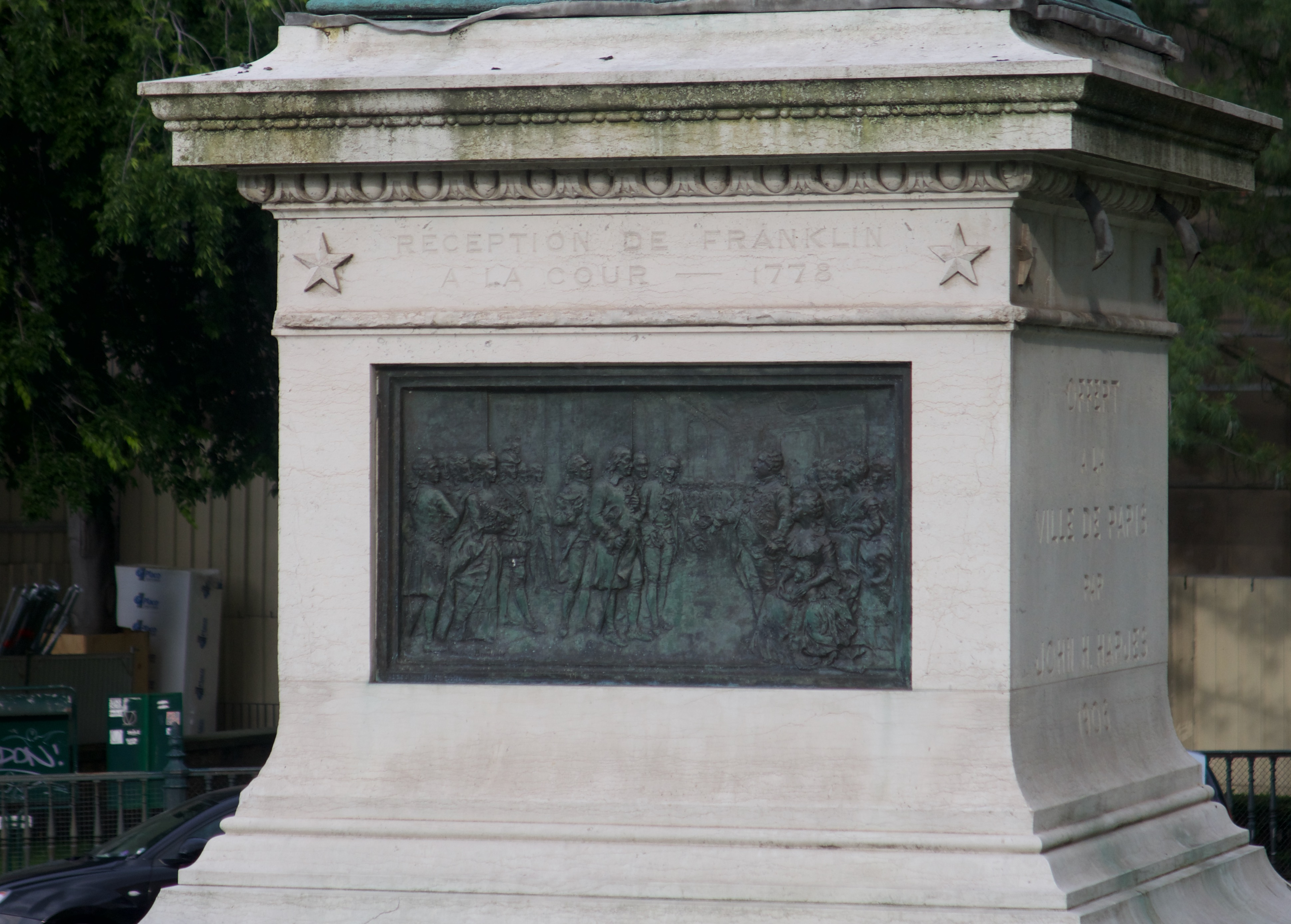
Bas-relief ouest.
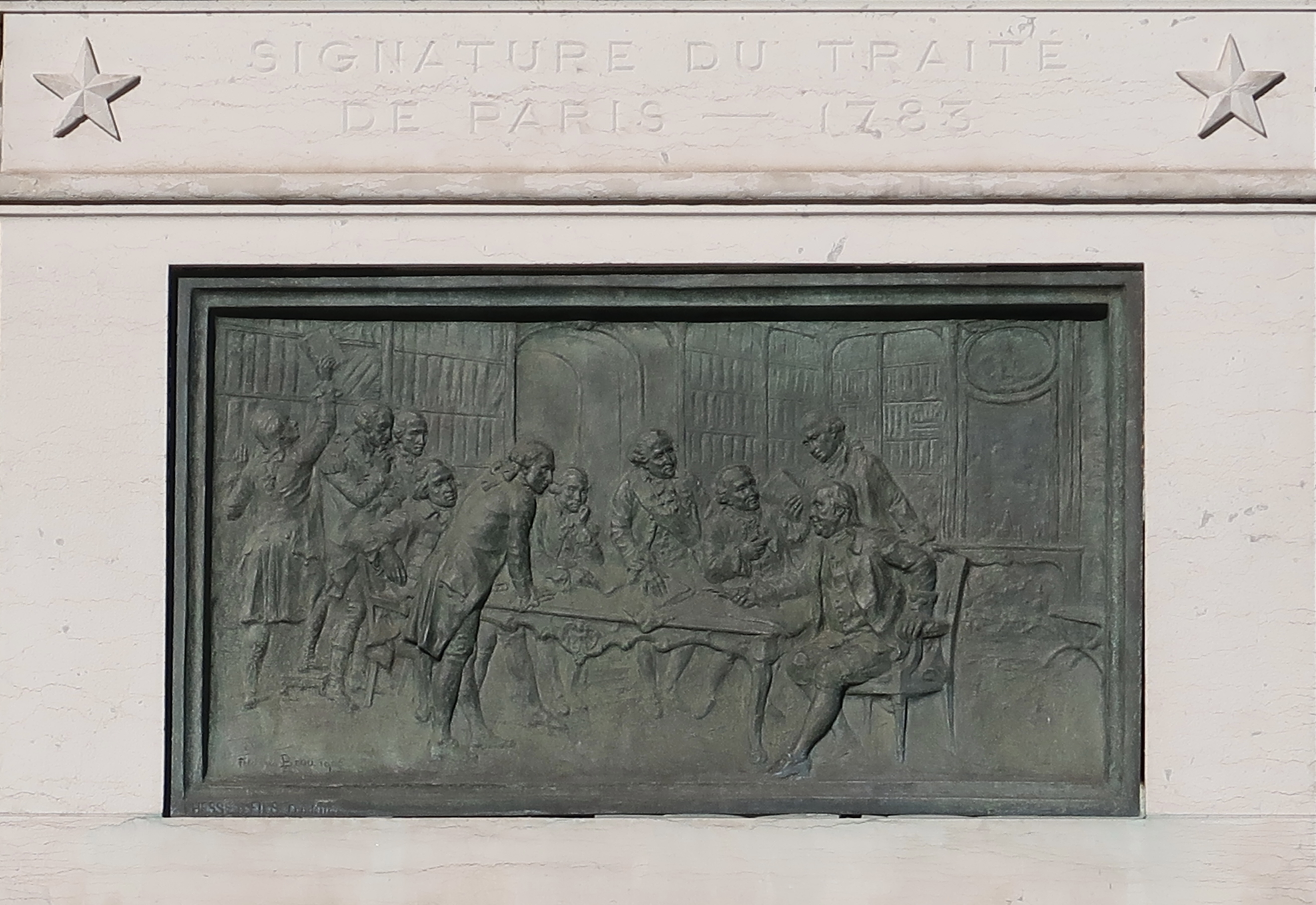
Bas-relief est.

Des plaques commémoratives liées à l'histoire de la guerre d'indépendance des États-Unis sont aussi présentes dans le square :
- La première, fixée sur une stèle, est installée le 19 octobre 1931 au sud de la statue de Benjamin Franklin par les Filles de la Révolution américaine. Elle rend hommage, cent-cinquante ans plus tard, aux participants de la bataille de Yorktown de 1781 ;
- La seconde est apposée à même le sol en 1983 devant la statue par les Filles de la Révolution américaine pour célébrer le bicentenaire des traités de Paris et de Versailles de 1783.

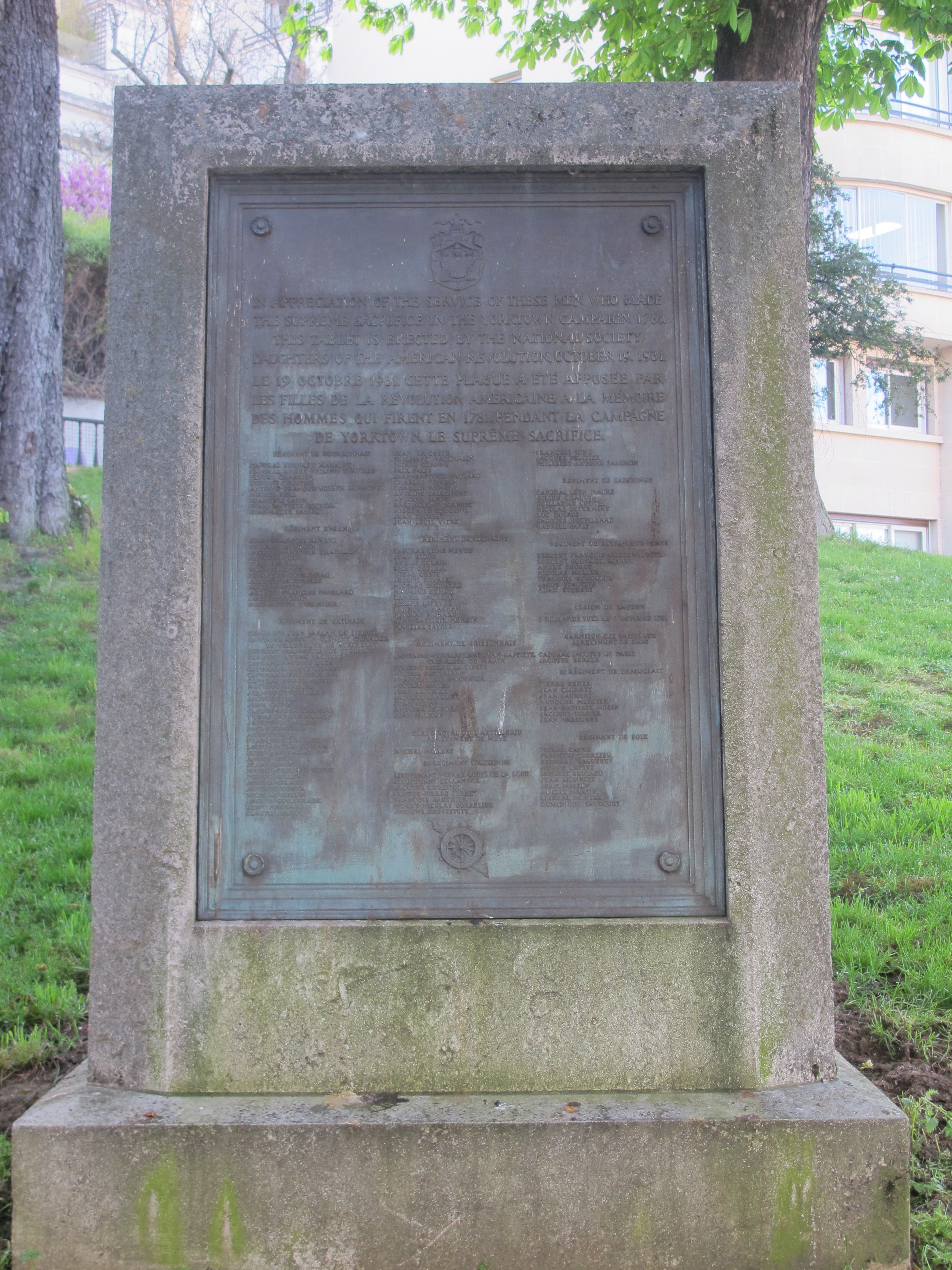
Plaque de 1931.
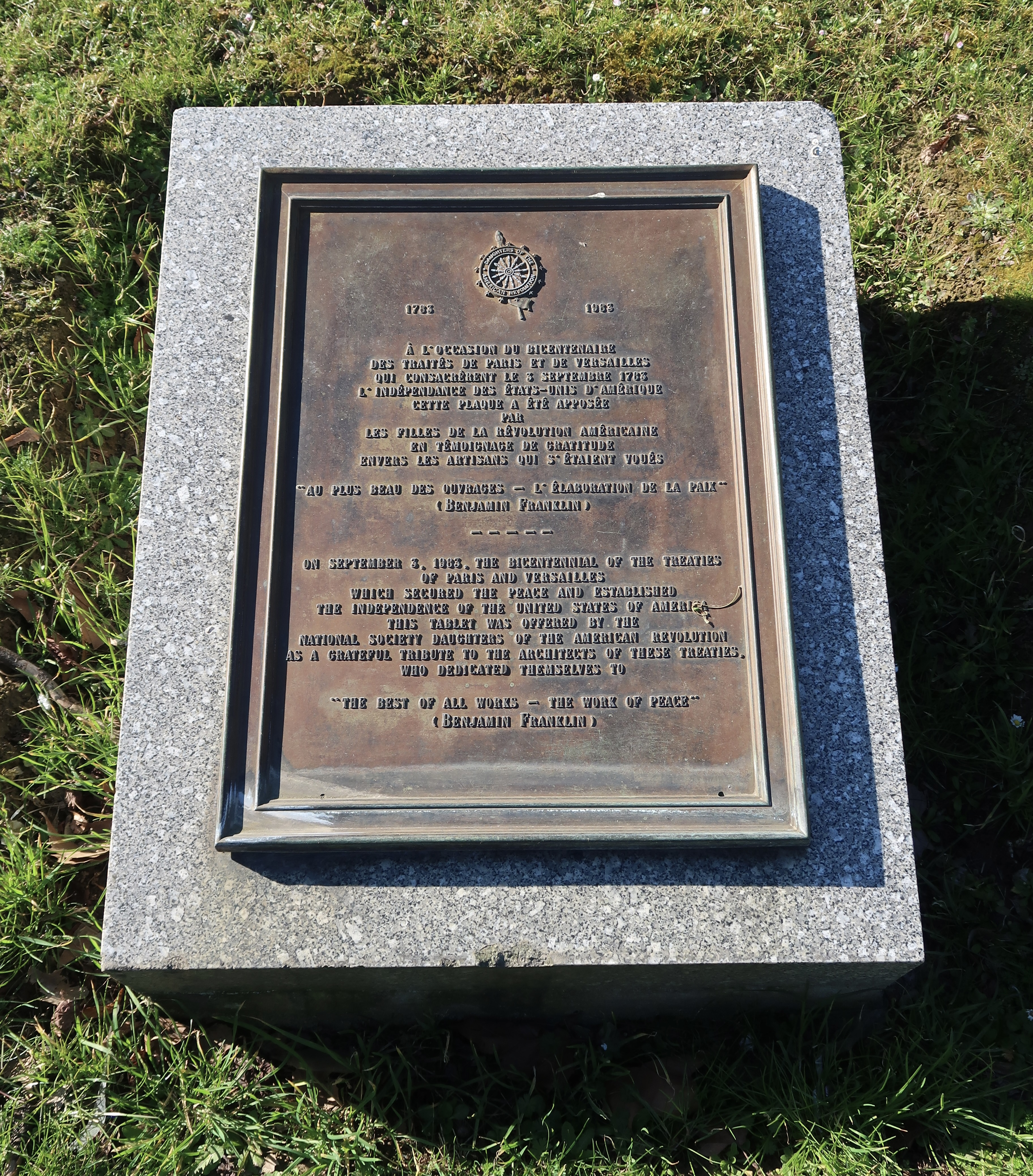
Plaque de 1983.